# Teque Software
Teque Software était une entreprise britannique de développement de jeux vidéo fondée en 1987  par Tony Kavanagh, Peter Harrap et Shaun Hollingworth et basée à Londres. En 1988, la société établit Krisalis Software, label sous lequel elle édite ses premiers jeux et qui devient son nom commercial en 1991.

## Historique
Teque Software est fondé en 1987 par Tony Kavanagh, Peter Harrap (l'auteur de Wanted: Monty Mole) et Shaun Hollingworth. Ces trois ex-employés de Gremlin Graphics ont profité de l'avènement du marché des micros 16-bits en Europe, avec l'Amiga et l'Atari ST, pour voler de leur propres ailes.
Les premiers projets de la compagnie se partagent entre des productions originales (Terramex, The Flintstones, Thunderbirds) et des conversions de jeux d'arcade, notamment d'Atari Games (Pac-Mania, Xybots, Continental Circus), qui sont adaptés sur les supports les plus populaires du marché. La compagnie se développe rapidement et le label d'édition Krisalis est établi en 1988. À l'origine il devait s'appeler Chrysalis mais il fut revu et corrigé pour des raisons de droits une semaine seulement avec l'édition du premier jeu, Prison. Divers productions Teque sont encore édités par des compagnies tiers comme Grandslam et Domark. En 1991, le nom Teque fut finalement abandonné en faveur de Krisalis.
En 1989, Krisalis développe le jeu officiel de l'équipe de Manchester United, qui marque les débuts d'une longue lignée de jeux de foot. Au début des années 1990, les jeux les plus remarqués de cette société de second plan s'appellent Sabre Team, Shadowlands, Soccer Kid ou encore Brutal Football: Brutal Sports Series.
Au milieu des années 1990, Krisalis emploie 40 employés environ.

## À noter
- Krisalis a été l'un des éditeurs de jeux les plus actifs sur l'Acorn Archimedes, un ordinateur qui n'est jamais parvenu à dépasser les frontières anglaises. Elle y a adapté quelques succès d'autres compagnies (Populous, Chuck Rock, Lemmings, Lotus Esprit Turbo Challenge, etc).
- Krisalis utilisait le label d'édition Buzz pour les de jeux édités à prix budget.

## Productions
| Année | Titre                                                  |                                      | Plateformes                                                                        |
| ----- | ------------------------------------------------------ | ------------------------------------ | ---------------------------------------------------------------------------------- |
| 1987  | Terramex                                               | Grandslam Entertainment              | Amiga, Atari ST, Amstrad CPC, Commodore 64, ZX Spectrum, MSX, Archimedes           |
| 1988  | Chubby Gristle                                         | Grandslam Entertainment              | Amiga, Atari ST, Amstrad CPC, Commodore 64, ZX Spectrum, MSX                       |
| 1988  | The Flintstones                                        | Grandslam Entertainment              | Amiga, Atari ST, Amstrad CPC, Commodore 64, ZX Spectrum                            |
| 1988  | Pac-Mania (portage)                                    | Grandslam Entertainment              | Amiga, Atari ST, Amstrad CPC, Commodore 64, ZX Spectrum, MSX, Archimedes           |
| 1988  | Peter Beardsley's International Football               | Grandslam Entertainment              | Amiga, Atari ST, Amstrad CPC, Commodore 64, ZX Spectrum                            |
| 1989  | Blasteroids (portage)                                  | Image Works                          | Amiga, Atari ST, Amstrad CPC, Commodore 64, ZX Spectrum                            |
| 1989  | Chase H.Q. (portage)                                   | Ocean Software                       | Amiga, Atari ST, Amstrad CPC, Commodore 64, ZX Spectrum                            |
| 1989  | Continental Circus (portage)                           | The Sales Curve, Virgin Mastertronic | Amiga, Atari ST, Amstrad CPC, Commodore 64, ZX Spectrum                            |
| 1989  | Laser Squad (portage)                                  | Blade Software                       | Amiga, Atari ST                                                                    |
| 1989  | Munsters, The                                          | Alternative Software                 | Amiga, Atari ST, Amstrad CPC, Commodore 64, ZX Spectrum                            |
| 1989  | Passing Shot (portage)                                 | Image Works                          | Amiga, Atari ST, Amstrad CPC, Commodore 64, ZX Spectrum, MSX                       |
| 1989  | Prison                                                 | Krisalis Software                    | Amiga, Atari ST                                                                    |
| 1989  | Thunderbirds                                           | Grandslam Entertainment              | Amiga, Atari ST, Amstrad CPC, Commodore 64, ZX Spectrum                            |
| 1989  | Xybots (portage)                                       | Domark Software                      | Amiga, Atari ST, Amstrad CPC, Commodore 64, ZX Spectrum                            |
| 1990  | Badlands (portage)                                     | Domark Software                      | Amiga, Atari ST, Amstrad CPC, Commodore 64, ZX Spectrum                            |
| 1990  | Botics                                                 | Krisalis Software                    | Amiga, Atari ST                                                                    |
| 1990  | Escape from the Planet of the Robot Monsters (portage) | Domark Software                      | Amiga, Atari ST, Amstrad CPC, Commodore 64, ZX Spectrum                            |
| 1990  | Klax (portage)                                         | Domark Software                      | Amiga, Atari ST, Amstrad CPC, Commodore 64, ZX Spectrum                            |
| 1990  | Manchester United: The Official Computer Game          | Krisalis Software                    | Amiga, Atari ST, Amstrad CPC, Commodore 64, ZX Spectrum, MSX, Archimedes           |
| 1990  | Mad Professor Mariarti                                 | Krisalis Software                    | Amiga, Atari ST, Archimedes                                                        |
| 1990  | Scramble Spirits (portage)                             | Grandslam Entertainment              | Amiga, Atari ST, Amstrad CPC, Commodore 64, ZX Spectrum, MSX                       |
| 1990  | Shadow Warriors (portage)                              | Ocean Software                       | Amiga, Atari ST, Amstrad CPC, Commodore 64, ZX Spectrum, MSX                       |
| 1990  | Space Harrier II (portage)                             | Grandslam Entertainment              | Amiga, Atari ST, Amstrad CPC, Commodore 64, ZX Spectrum                            |
| 1990  | Toobin' (portage)                                      | Domark Software                      | Amiga, Atari ST, Amstrad CPC, Commodore 64, ZX Spectrum                            |
| 1990  | World Championship Boxing Manager (Goliath Games)      | Goliath Games, Krisalis Software     | Amiga, Atari ST, Amstrad CPC, Commodore 64, ZX Spectrum, Archimedes                |
| 1991  | Face-Off                                               | Krisalis Software                    | Amiga, Atari ST                                                                    |
| 1991  | Jahangir Khan's World Championship Squash              | Krisalis Software                    | Amiga, Atari ST, Amstrad CPC, Commodore 64, ZX Spectrum                            |
| 1991  | Hill Streed Blues                                      | Krisalis Software                    | Amiga, Atari ST, DOS                                                               |
| 1991  | Lords of Chaos (portage)                               | Blade Software                       | Amiga                                                                              |
| 1991  | Manchested United Europe                               | Krisalis Software                    | Amiga, Atari ST, Amstrad CPC, Commodore 64, ZX Spectrum, DOS, Archimedes           |
| 1991  | Pit-Fighter                                            | Domark Software                      | Amiga, Atari ST, Amstrad CPC, Commodore 64, ZX Spectrum                            |
| 1991  | Revelation!                                            | Krisalis Software                    | Amiga, Atari ST                                                                    |
| 1991  | Rogue Trooper                                          | Krisalis Software                    | Amiga, Atari ST                                                                    |
| 1992  | Carl Lewis Challenge, The                              | Psygnosis                            | Amiga, Atari ST                                                                    |
| 1992  | European Club Soccer                                   | Virgin Games                         | Mega Drive                                                                         |
| 1992  | European Football Champ (portage)                      | Domark Software                      | Amiga, Atari ST, Commodore 64                                                      |
| 1992  | Graham Taylors Soccer Challenge                        | Krisalis Software                    | Amiga, Atari ST                                                                    |
| 1992  | John Barnes European Football                          | Krisalis Software                    | Amiga, Atari ST, Amiga CD32                                                        |
| 1992  | Sabre Team                                             | Krisalis Software                    | Amiga, Atari ST, Amiga CD32, DOS                                                   |
| 1992  | Shadowlands                                            | Domark Software                      | Amiga, Atari ST                                                                    |
| 1992  | Shadoworlds                                            | Krisalis Software                    | Amiga, Atari ST                                                                    |
| 1992  | Vikings: Fields of Conquest (Realism Entertainment)    | Krisalis Software                    | Amiga                                                                              |
| 1993  | Arabian Nights                                         | Krisalis Software                    | Amiga, Amiga CD32                                                                  |
| 1993  | Brutal Football: Brutal Sports Series                  | Millennium Interactive               | Amiga, Amiga CD32, Jaguar                                                          |
| 1993  | Soccer Kid                                             | Krisalis Software                    | Amiga, Super Nintendo, 3DO, Amiga CD32, DOS, Jaguar, Game Boy Advance, PlayStation |
| 1994  | Club Football: The Manager                             | B.O.M.S.                             | Amiga                                                                              |
| 1994  | Manchester United Premier League Champions             | Krisalis Software                    | Amiga, Amiga CD32, DOS                                                             |
| 1994  | Wild Cup Soccer                                        | Millennium Interactive               | Amiga, Amiga CD32                                                                  |
| 1995  | Club and Country                                       | B.O.M.S.                             | Amiga                                                                              |
| 1995  | Manchester United: The Double                          | Krisalis Software                    | Amiga, DOS                                                                         |
| 1996  | Legends                                                | Guildhall Leisure                    | Amiga, Amiga CD32, DOS                                                             |
| 1996  | Starfighter 3000                                       | Telstar Electronic Studios           | DOS                                                                                |
| 2000  | Airport Inc.                                           | Take 2 Interactive                   | Windows                                                                            |
| 2000  | Cricket 2000 (portage)                                 | Electronic Arts                      | PlayStation                                                                        |
| 2000  | The F.A. Premier League Football Manager 2000          | Electronic Arts                      | PlayStation                                                                        |
| 2000  | LEGO Land                                              | Lego Group                           | Windows                                                                            |
| 2001  | The F.A. Premier League Stars 2001                     | Electronic Arts                      | GameBoy Color                                                                      |